# Choi Sung-kuk
Choi Sung-Kuk (Seoul, 8 februari 1983) is een voormalig Zuid-Koreaans voetballer.

## Carrière
Choi Sung-Kuk speelde tussen 2003 en 2011 voor Ulsan Hyundai FC, Kashiwa Reysol, Seongnam Ilhwa Chunma, Gwangju Sangmu, Suwon Samsung Bluewings en FK Rabotnički.

## Zuid-Koreaans voetbalelftal
Choi Sung-Kuk debuteerde in 2003 in het Zuid-Koreaans nationaal elftal en speelde 25 interlands, waarin hij 2 keer scoorde.

## Schorsing
Hij kreeg een levenslange schorsing door de FIFA opgelegd na een onderzoek naar matchfixing.